# Setge de Cefalònia
El setge de Cefalònia fou un enfrontament bèl·lic entre tropes de l'Imperi Otomà i una coalició de la República de Venècia, la monarquia hispànica i el Regne de França, del 8 de novembre al 24 de desembre de 1500 amb victòria dels aliats, a l'illa de Cefalònia, una de les illes Jòniques.

## Antecedents
La tensa pau existent entre els Estats cristians i l'Imperi Otomà es va trencar el 1495, amb la no aclarida mort de Cem, germà del sultà Baiazet II l'ostatge del Papa Alexandre VI. A partir d'aquest moment, el soldà va emprendre una enèrgica ofensiva contra les possessions venecianes en la Mar Jònica, les costes d'Albània i els Balcans. Després de prendre diverses places fortes al Peloponès (com Patres, Modona, Pilos i Carón) els turcs van avançar per la ribera del mar Adriàtic conquerint Durazzo, Kilia i Akkerman. Després es van apoderar de Corfú amb la intenció de bloquejar l'estret d'Otranto i aïllar així a la República.
Les successives derrotes van alarmar el Dux de Venècia Agustí Barbarigo, que el 1500 va demanar ajuda al Papa i a Ferran el catòlic. Els va proposar formar una coalició i enviar una expedició per fer front a l'amenaça turca. Aquesta era descrita pels venecians en termes molt preocupants, advertint amb això del perill que podria córrer tota la Cristiandat si no s'actuava amb promptitud. No obstant això, era una cosa exagerada pel que fa a l'occident europeu, i la Serenissima temia més aviat la pèrdua irreparable dels seus importants nuclis comercials de llevant. Barbarigo va suggerir a més a més que l'expedició fos dirigida pel militar espanyol Gonzalo Fernández de Córdoba, que havia cobrat notorietat, amb el sobrenom de Gran Capità, en la recent Primera Guerra d'Itàlia.
Ferran el catòlic va acceptar anar a la crida d'auxili, confirmant Còrdova com comandament suprem de les forces marítimes i terrestres conjuntes que s'enviarien en missió defensiva i ofensiva a la Mediterrània oriental. Li va atorgar amplis poders militars i de governació a la zona. També s'hi va afegir França, encara que amb una aportació molt escassa. El Papat hi va contribuir pagant un deu per cent de les despeses. Venècia va preparar en total 53 vaixells: 18 galiasses, 25 galeres i 10 naus.
El contingent espanyol, embarcat en 57 naus, va salpar del port de Màlaga el 4 de juny de 1500. Després de vorejar la costa est de la península Ibèrica i fent escala a València, Palma, Càller a Sardenya, i va posar rumb cap a Sicília. La travessa va durar més temps del previst, degut a l'absència de vent, i es va exhaurir l'aigua, cosa que va causar la mort de bastants homes i cavalls.
A Itàlia diversos destacaments espanyols van provocar aldarulls i motins per falta de paga. Al cap de dos mesos es va imposar finalment la disciplina sobre la tropa, afegint-hi dos mil homes més de suport per a la protecció de ports i ciutats. Com a part del sistema defensiu de l'estret de Sicília, el comandant militar Fernando de Valdés va partir cap a Djerba per encarregar-se de la seva fortificació.
El 27 de setembre l'esquadra espanyola va partir des de Messina cap al mar Jònic. El 2 d'octubre va prendre sense resistència Corfú, abandonada pels turcs en adonar-se de la seva arribada. A continuació va fer el mateix, fàcilment, amb Santa Maura, i després va anar cap a l'illa de Zacint, punt de reunió de les forces de la coalició.
Per culpa del mal temps, per part francesa, només va acudir a Zante una carraca (de les quatre previstes) sota el comandament del vescomte de Rouen, constituint una aportació merament simbòlica. En canvi, la major part dels vaixells de Venècia, van participar en la campanya.

## Setge de Sant Jordi
Estava acordat per endavant anar cap a Modona, però atès que ja havia començat l'hivern amb els temporals, l'almirall venecià Benedetto Pesaro, bon coneixedor de la zona, va aconsellar al Gran Capità canviar de plans i atacar Cefalònia, una mica més al nord de la seva actual posició. Aquesta illa (en mans turques des 1485) patia menys tempestes, i la seva possessió, juntament amb la de la contigua Ítaca, permetria als aliats vigilar millor els accessos al Golf de Corint i a l'Adriàtic.
Un cop a Cefalònia, el gruix de l'armada cristiana es va endinsar, a principis de novembre, al Golf d'Argostoli, on quedava a recer dels temporals. La resta es va distribuir per l'illa. Al fons de l'esmentada cala hi havia la fortalesa de Sant Jordi, on és acantonada la guarnició otomana de l'illa. Era una Orta (regiment) de genísserss, el nombre oscil·la entre 300 i 700 segons les fonts. Aquest seria doncs l'objectiu primordial.
El Gran Capità va començar per intentar una negociació amb l'enemic per evitar la batalla, ia tal efecte va enviar dos emissaris al castell. El capità de la guarnició, un albanès anomenat Gisdar, coneixent a quin comandant i a quines tropes s'enfrontava, va rebutjar qualsevol tipus de rendició pactada i va fer saber al seu rival que resistiria a ultrança l'atac. Va regalar el comandant espanyol un arc i un buirac amb fletxes en dues safates d'or, un gest cavallerós però alhora arrogant.
El terreny circumdant al castell era escarpat i pedregós, i dificultava l'emplaçament de les peces d'artilleria. No obstant això, els atacants van poder situar algunes d'elles després d'un turó davant de la porta. Més enrere es trobaven les botigues dels alts comandaments.
Va començar les hostilitats l'artilleria hispano-veneciana, obrint foc sobre les muralles amb basiliscs i bombardes, que no obstant això no van produir l'efecte desitjat per la inestabilitat del sòl sobre el qual es van allotjar. Llavors va entrar en acció Pere Navarro, un home que es faria cèlebre pel seu ús de les mines militars. Aquesta va ser una de les primeres vegades que les va emprar. Va aconseguir, amb el seu ús, enderrocar un llenç de muralla, obrint pas a l'atac de la infanteria, però aquesta es va trobar després enfront d'un segon mur, que els defensors havien aixecat després de localitzar la posició de les mines. Malgrat això es va seguir intentant, encara que sense èxit, l'assalt amb escales.
Els veterans geníssers de Sant Jordi eren bons arquers i van repel·lir diverses ofensives disparant fletxes incendiàries i enverinades. Llançant pedres, vessant oli bullent sobre els enemics, i deixant caure un cop darrere l'altre (després d'hissar-los) uns garfis anomenats llops pels espanyols. A part d'aquesta tenaç defensa, també es van aventurar a realitzar incursions nocturnes en camp cristià, que van ser neutralitzades pels arcabussers espanyols. Fins i tot van cavar un túnel des del castell fins al campament enemic, amb el que pretenien dipositar barrils de pólvora i fer-los esclatar. Però van ser descoberts abans de poder executar l'acció.
Després de molts dies d'incursions infructuoses dels espanyols, van provar sort els venecians. 2.000 d'ells es van emprar a fons en l'intent, però va ser en va.
La pertinaç resistència otomana estava allargant més del previst l'estada a Cefalònia, i en unes condicions molt desfavorables: inclemències meteorològiques, humitat marina, insalubritat (particularment perjudicial per ferits i malalts) i escassetat de queviures. Per posar remei a l'últim punt, Gonzalo de Còrdova va enviar dos vaixells a Calàbria i Sicília respectivament que van tornar setmanes més tard amb provisions. Mentrestant, el carregament d'avellanes i castanyes d'un mercant naufragat a la rodalia va ajudar a pal·liar la fam de la tropa.

### Assalt final
La situació era insostenible a llarg termini, tenint en compte a part, la proximitat de bases otomanes. Per això, cap a mitjans de desembre el Gran Capità va prendre la determinació d'executar un assalt definitiu.
Durant diversos dies es va emprar amb gran intensitat l'artilleria per castigar el més possible les muralles. I de nou Pere Navarro va contribuir-hi amb les seves mines. La nit anterior a l'assalt final no va cessar el bombardeig, al qual es va sumar el foc d'arcabusseria, de manera que els defensors van passar la nit en blanc, en màxima alerta i esperant l'inici d'un assalt nocturn en qualsevol moment.
A l'alba del dia 24 de desembre Còrdova va animar als seus homes amb vehements arengues i al·lusions als recents triomfs espanyols a Nàpols. De seguit, amb ell entre ells, van emprendre la càrrega contra un dels murs que semblaven més febles. Amb ajuda d'escales i protegits amb rodeles van aconseguir arribar a l'adarb. Aleshores va tenir lloc un combat duríssim, en què tots dos bàndols es van batre amb ferocitat, mentre s'acumulaven morts i ferits.
El general espanyol va obrir un segon punt de xoc a una altra posició del castell distant de l'anterior, per dividir així per dos la intensitat i eficàcia de la força jenízara. En ambdós llocs la lluita era aferrissada. Llavors Còrdova va portar un pont de fusta construït durant la nit anterior, i el va dirigir a un tercer punt, pel qual van passar sobtadament cap a l'interior del castell diverses capitanies de reserva que van trobar poca oposició, ja que la maniobra va sorprendre als otomans. El mateix general va acompanyar els seus homes en la lluita, que ja a l'interior es va decantar cap al costat cristià. El capità Gisdar i altres resistents van quedar acorralats en un reducte, però no es van rendir. Van lluitar amb coratge fins a la mort de l'últim home. Segurament tota la guarnició otomana va acabar morint en el setge de Cefalònia, encara que segons algunes fonts hi va haver algun supervivent. Les baixes hispano-venecianes van ser aproximadament un centenar.

## Conseqüències
L'armada espanyola va sortir de Cefalònia (ja sota control venecià) a mitjans de gener de 1501. Algunes galeres es van quedar un temps a Corfú i la resta de la flota va anar a Sicília. Allà, la manca d'aliments i pagues va causar una vegada més malestar entre els soldats, que van tornar a crear grans problemes d'indisciplina, aldarulls i greus abusos contra els civils.
Tot i que des de la perspectiva estratègica global de la Mediterrània la victòria cristiana en Cefalònia no és de les més importants, va tenir en el seu moment assenyalat repercussions per als principals participants. Va representar un precedent al trencar la imbatibilitat de l'Imperi Otomà, que des de 1495 semblava imparable en el seu avanç per l'est d'Europa. Es va perdre així en part la por d'Europa al  Gran Turc. Es va complir l'objectiu d'allunyar l'amenaça que planava sobre Itàlia i els enclavaments espanyols. Venècia va recuperar Cefalònia (que mantindria fins a 1797) i va poder guanyar un temps indispensable per recuperar energies per a la seva pugna particular amb els otomans.
Gonzalo Fernández de Córdoba va veure augmentada la seva fama com a militar i va rebre múltiples felicitacions i agraïments, en especial de la República de Venècia, que el va premiar amb el títol de  gentilhome, un sou vitalici i nombrosos i valuosos regals.
El Setge de Cefalònia guarda certes similituds tàctiques amb el setge d'Ostia, també dirigit pel Gran Capità, quatre anys abans, durant la Primera Guerra d'Itàlia. L'esquema bàsic consistia a exercir pressió sobre l'enemic tancat en tres punts: en el primer per provocar el desconcert, en el segon com estratagema per enganyar, i en el tercer per llançar l'assalt definitiu per sorpresa. En qualsevol cas, la decisió final que va prendre a l'illa de Cefalònia va ser una mostra de la capacitat que posseïa Gonzalo de Còrdova per idear solucions que li donessin la victòria en situacions aparentment estancades.